# Verhandlungen der zoologisch-botanischen Gesellschaft in Österreich
Verhandlungen der zoologisch-botanischen Gesellschaft in Österreich (abreviado Verh. Zool.-Bot. Ges. Österreich) es una revista con ilustraciones y descripciones botánicas que es editada en Viena. Se publica desde el año 1976 hasta ahora, comenzando con el número 116.  Fue precedida por Verhandlungen Zoologisch-Botanischen Gesellschaft in Wien.